# Lánov
Lánov település Csehországban, Trutnovi járásban. Lánov Černý Důl, Dolní Lánov, Dolní Dvůr és Vrchlabí településekkel határos. Lakosainak száma 1806 fő (2024. január 1.).

## Népesség
A település lakosságának változását az alábbi diagram mutatja:
| Lakosok száma | 2105 | 2109 | 2156 | 1293 | 1430 | 1498 | 1816 | 1807 | 1771 | 1806 |
|               | 1869 | 1890 | 1921 | 1950 | 1980 | 2001 | 2017 | 2019 | 2022 | 2024 |